# 1-Chlor-1,1-difluorethan
1-Chlor-1,1-difluorethan ist eine in der Natur nicht vorkommende chemische Verbindung, ein farbloses, leicht etherisch riechendes Gas, das schwerer als Luft ist. Es gehört zu den teilhalogenierten Fluorchlorkohlenwasserstoffen, schädigt die Ozonschicht und ist ein Treibhausgas.

## Gewinnung
Chlordifluorethan wird technisch durch Umsetzung von Vinylidenchlorid mit Fluorwasserstoff oder durch Fluorierung von 1,1,1-Trichlorethan hergestellt.

## Eigenschaften und Toxikologie
Das Gas ist hochentzündlich und bildet mit Luft explosive Gemische. Es ist auch dadurch gefährlich, dass es sich in geschlossenen Räumen unbemerkt ansammeln kann. Bei einer Laborstudie mit Ratten konnten keine toxischen Wirkungen der Substanz nachgewiesen werden; bei einer Studie mit Mäusen und Ratten traten toxische Effekte erst bei extrem hohen Dosen (Inhalation von 1,7 bzw. 2 kg pro m³ innerhalb von 2 bzw. 4 Stunden) auf.

## Verwendung
Chlordifluorethan wird als Kältemittel verwendet und kann weltweit aufgrund dieser Verwendung in geringen Mengen in der Luft nachgewiesen werden. Es ist außerdem Ausgangsstoff für die Herstellung von Vinylidenfluorid und damit für den Kunststoff Polyvinylidenfluorid. Zudem kann Chlordifluorethan das die Ozonschicht weitaus stärker schädigende Trichlorfluormethan als Treibmittel zur Herstellung von Schaumstoff ersetzen.